# Enzo Bearzot
Vincenzo „Enzo“ Bearzot (* 26. September 1927 in Aiello del Friuli, Provinz Udine; † 21. Dezember 2010 in Mailand) war ein italienischer Fußballspieler und -trainer. Als Cheftrainer der italienischen Nationalmannschaft führte er Italien 1982 zum Weltmeistertitel.

## Karriere

### Als Spieler
Enzo Bearzot stammte aus dem Friaul. Seine aktive Laufbahn als Fußballspieler war bei weitem nicht so erfolgreich wie seine spätere Karriere als Trainer. Ab 1946 spielte er zunächst in der Serie B. Später dann in der Serie A für den AC Turin und Inter Mailand als defensiver Mittelfeldspieler. 1955 wurde er erstmals für die italienische Nationalmannschaft nominiert und absolvierte am 27. November 1955 gegen Ungarn seinen ersten Einsatz in der Squadra Azzurra. Das Spiel fand im Rahmen des Europapokal der Fußball-Nationalmannschaften statt und die ungarische Mannschaft bestand im Wesentlichen aus dem Kern der goldenen Elf. Diese Mannschaft verlor zwischen 1950 und 1956 nur ein Spiel. Die Partie endete mit einem 2:0-Sieg der Ungarn. Dies blieb sein einziger Einsatz in der Nationalelf.

### Als Trainer
1964 beendete Bearzot seine aktive Laufbahn und war zunächst beim FC Turin Torwarttrainer und später Assistenztrainer. Ende der 1960er Jahre ging er zum italienischen Verband (FIGC) und wurde Trainer der U-23-Mannschaft. Als Assistent von Nationaltrainer Ferruccio Valcareggi nahm er an der Fußball-Weltmeisterschaft 1970 in Mexiko und an der Fußball-Weltmeisterschaft 1974 in Deutschland teil. Nach dem frühen Aus in der Vorrunde 1974 wurde zunächst Fulvio Bernardini zum Nationaltrainer ernannt, bereits 1975 löste ihn jedoch Bearzot ab. Enzo Bearzot blieb Nationaltrainer bis 1986 und wurde in 104 Länderspielen zum erfolgreichsten Nationaltrainer Italiens nach dem Zweiten Weltkrieg.
Er betreute Italien bei drei Fußball-Weltmeisterschaften, einer Europameisterschaft und der „Mini-WM“. Die Qualifikation zur Fußball-Europameisterschaft 1976, bei der nur vier Mannschaften an der Endrunde teilnahmen, war bereits zuvor unter Bernardini gescheitert. Italien befand sich in der gleichen Gruppe wie Vizeweltmeister Niederlande um Johan Cruyff und dem WM-Dritten Polen um dessen Topstar Grzegorz Lato. Italien konnte nur einen dritten Platz in dieser Gruppe erreichen.
Zur Weltmeisterschaft 1978 in Argentinien qualifizierte man sich mit fünf Siegen und einer Niederlage vor England. Während des Turniers machten sich die Italiener große Hoffnungen, da in der Vorrunde der Gastgeber und spätere Weltmeister Argentinien mit 1:0 bezwungen werden konnte. Letztendlich wurde die Mannschaft Vierter des Turniers. Bearzot entdeckte vor diesem Turnier den noch zweitklassig spielenden Stürmer Paolo Rossi, der dann zu einem der Jungstars des Turniers wurde.
Auf dieses Turnier folgte eine Enttäuschung: Die Europameisterschaft 1980 im eigenen Land. Italien spielte zweimal 0:0 und siegte mit 1:0 und erreichte nur das Spiel um den dritten Platz, das man gegen den Titelverteidiger Tschechoslowakei im Elfmeterschießen verlor. Ende 1980 spielte man die sogenannte Mini-WM, wo man gegen den Vizeweltmeister Niederlande ein Unentschieden erreichte, aber gegen den späteren Turniersieger Uruguay verlor und damit ausschied.

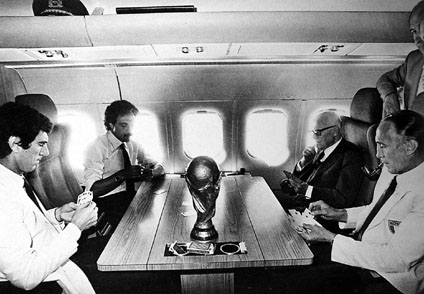
Rückflug nach dem WM-Finale 1982: Dino Zoff, Franco Causio, Sandro Pertini und Enzo Bearzot (v. l.) bei einer Partie Scopa in der DC-9 der Aeronautica Militare

Bearzots größter Triumph war der Weltmeistertitel bei der Weltmeisterschaft 1982 in Spanien. Die Qualifikation schaffte Italien mühsam. Nach drei Unentschieden in der Vorrunde der WM hagelte es Kritik am Spielsystem Bearzots. Italien erreichte nur die zweite Finalrunde, weil man gegenüber Kamerun bei gleichem Torverhältnis ein Tor mehr geschossen hatte. Die Kritik verstummte, als seine Mannschaft in der Zwischenrunde die Turnierfavoriten Argentinien und Brasilien überzeugend bezwang. Es folgte ein Halbfinalsieg gegen Polen und im Finale gewann Italien gegen Europameister Deutschland ebenso klar mit 3:1. Paolo Rossi wurde Torschützenkönig.
„Der Schweiger aus dem Friaul“, wie Bearzot aufgrund seines wortkargen Umgangs mit Journalisten und Spielern genannt wurde, hätte auf dem Höhepunkt zurücktreten können und vielleicht sogar sollen. Der pflichtbewusste Bearzot betreute die Mannschaft jedoch weiter. Die Qualifikation zur EM 1984 verlief katastrophal: Weltmeister Italien scheiterte als Gruppenvierter von fünf Mannschaften. Nur Zypern spielte in dieser Gruppe erfolgloser. Bei der Weltmeisterschaft 1986 in Mexiko spielte Italien besser und schied nach einer Niederlage gegen den starken Europameister Frankreich im Achtelfinale aus. Bearzot trat nach dem Turnier von seinem Amt zurück. Als Trainer der Seniorenmannschaft (Ü34) führte er 1993 Italien zum Sieg im Pelé-Cup.
Nach etlichen Jahren des Ruhestandes wurde er Präsident des technischen Bereichs der FIGC – der wichtigsten Organisation der Fußball-Trainerausbildung in Italien. 2005 trat er zurück und starb fünf Jahre später.

## Erfolge

### Als Spieler
- Italienischer Serie-B-Meister: 1953/54, 1959/60
- Coppa Italia: 1962/63

### Als Trainer
- WM-Vierter: 1978
- EM-Vierter: 1980
- Weltmeister: 1982
- Weltmeister: Pelé-Cup (Senioren-WM) 1993

## Auszeichnungen
- Verdienstorden der Italienischen Republik in der Position eines Grande Ufficiale.